# 布雷什 (埃纳省)
布雷什（法語：Bouresches，法語發音：[buʁɛʃ]）是法国上法蘭西大區埃纳省的一个市镇，属于蒂耶里堡区

## 地理
布雷什（49°3'49"N, 3°18'34"E）面积7.52 平方千米，位于法国上法蘭西大區埃纳省，该省份为法国北部内陆省份，北起北部省，西接索姆省和瓦兹省，东临阿登省和马恩省，西南至塞纳-马恩省，东北部与比利时接壤。
与布雷什接壤的市镇（或旧市镇、城区）包括：贝洛、蒂耶里堡、马恩河畔埃索姆、埃特雷皮伊、吕西勒博卡日。

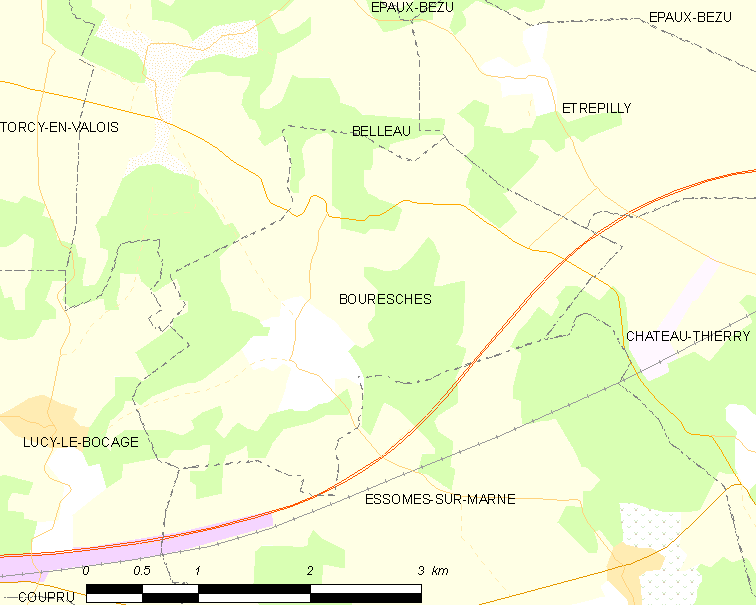
的OSM定位图

布雷什的时区为UTC+01:00、UTC+02:00（夏令时）。

## 行政
布雷什的邮政编码为02400，INSEE市镇编码为02105。

## 政治
布雷什所属的省级选区为蒂耶里堡县。

## 人口

1962-2008年间人口变化图示

布雷什于2022年1月1日时的人口数量为187人。